# Pàdua (metrostation)
Plaça Molina is een metrostation aan FGC lijn 7 van de metro van Barcelona in het district Sarrià-Sant Gervasi in Barcelona. Dit station is geopend in 1954 als onderdeel van de uitbreiding vanaf Gràcia tot Avinguda Tibidabo. Het station heeft ingangen aan de Carrer Balmes.

## Lijnen
- Metro van Barcelona FGC L7.